# 日本寺 (千葉県鋸南町)
日本寺（にほんじ）は、千葉県安房郡鋸南町にある、曹洞宗の寺院。山号は乾坤山（けんこんざん）。本尊は、薬師瑠璃光如来。大仏（日本寺大仏）があることで知られる。

## 歴史

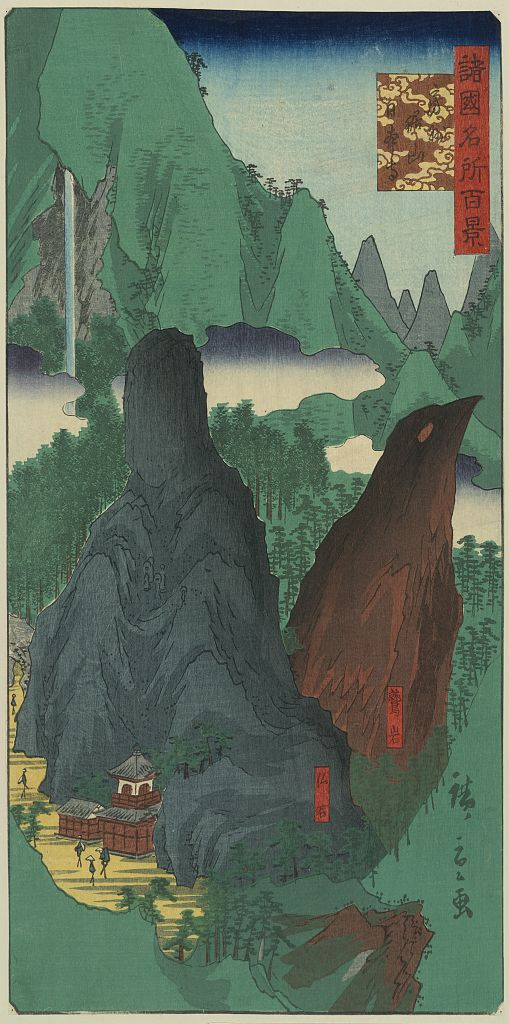
二代広重諸国名所百景『房州鋸山日本寺』

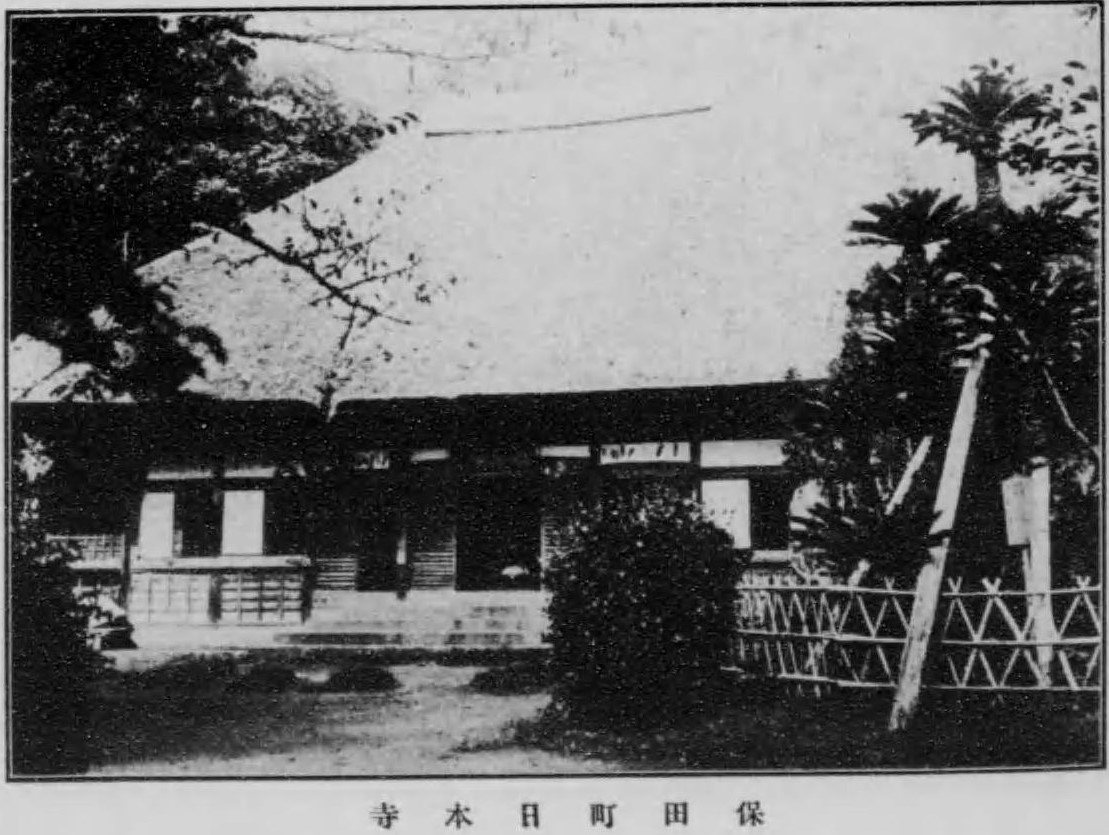
1926（大正15）年頃の日本寺

寺伝によれば、聖武天皇の勅願により、行基によって神亀2年（725年）に開山されたとされ、当初は法相宗に属していたという。
最盛期には七堂十二院百坊を有する規模を誇り、良弁、空海、円仁らが留錫（りゅうしゃく）したと伝える。良弁は木彫の大黒天を彫り、空海は100日間の護摩を焚き、石造の大黒天を彫り遺し、仁王門の金剛力士像は円仁の作とする伝承がある。
天安年間（857年 - 859年）、円仁が入寺して天台宗の寺院となったと伝え、その後、隆盛と衰退を繰り返したが、復興には源頼朝や足利尊氏の援助を受けたという。
真言宗を経て、江戸幕府三代将軍徳川家光の治世に曹洞宗に改宗した。幕府から朱印状を与えられていた。境内にある五百羅漢像（千五百羅漢）は、江戸時代後期にこの寺を復興した高雅愚伝（当寺第九世）が発願したもので、上総国望陀郡桜井村の石工・大野甚五郎英令が門弟27人と共に安永8年（1779年）より寛政10年（1798年）までの前後約21年の歳月をかけて彫ったものであり、約1,553体の石仏がある。
明治に入り、神仏分離に伴う廃仏毀釈や1939年（昭和14年）の火災などにより、現在残る堂宇は仮本堂をはじめごくわずかとなっている。
1989年（平成元年）5月、インド国政府により、日印親善と世界平和を祈念して、釈尊成道の聖地、ブッダガヤの聖菩提樹（釈迦がこの木の下に坐して悟りを開いたと言われる）の分木が日本寺へ贈られ、大仏広場に植えられている。
2015年（平成27年）5月、日本寺内の石像の一つである聖徳太子像が破壊されているのが発見された。寺内に侵入していた男女によるものと見られている。

## インドと日本寺
インド・ブッダガヤの「聖菩提樹」の苗木が贈られ、1989年（平成元年）5月24日、関係者約400人が集まって、植樹記念法要が行われた。
この苗木は、先ごろ同寺を訪れたインド大統領特別補佐官のラーマ・ロブサング大僧正の仲介により、インド政府の特別のはからいで分木されたもので、海外に出るのは初めてと言われている。
また、苗木と一緒にアショーカ寺貫主からインドの国章となっている「四獅子像初転法輪石柱」（レプリカ）も寄贈され、大仏広場脇に建てられた。
この日の法要には、インド側からカイラス・アスラーマ在日大使夫人やラーマ大僧正、また同寺奉讃会の名誉総裁を務める元皇族の梨本徳彦、同理事長の安孫子藤吉元自治相、それに郡内の県議、町村議、地元関係者多数が参列。フェンスの囲いに護られた菩提樹と、その前に建立された石柱及び記念碑の除幕式も行われた。

## 文化財

### 重要文化財（国指定）
- 梵鐘 元亨元年（1321年）銘[3][4][5]

### 県指定名勝
- 鋸山と羅漢石像群

## 交通アクセス
- 東日本旅客鉄道内房線保田駅から徒歩45分。

## 隣の札所
安房国札三十四観音霊場
7 天寧寺 -- 8 日本寺 -- 9 信福寺